# Schloss Blumenau

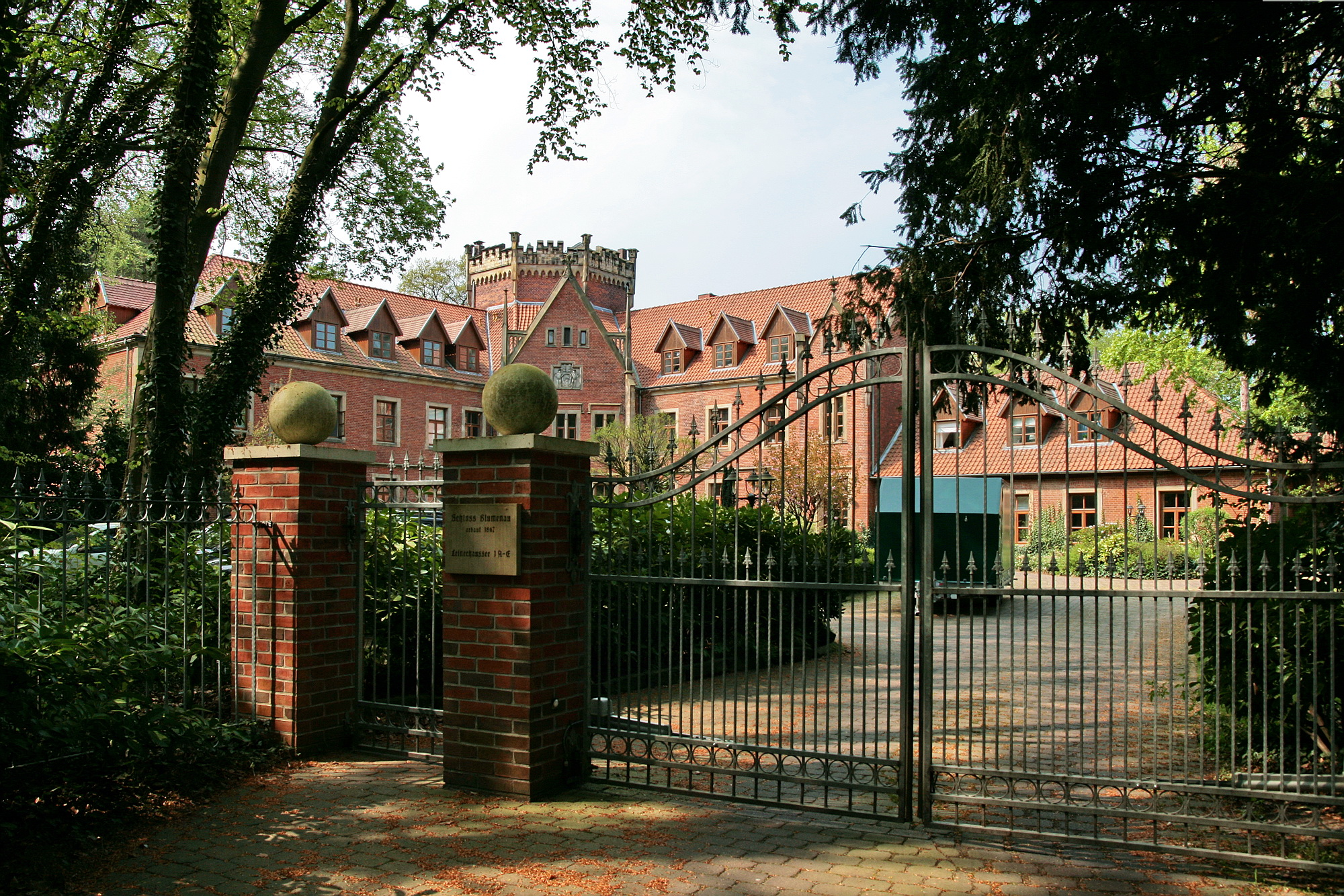
Schloss Blumenau (2009)

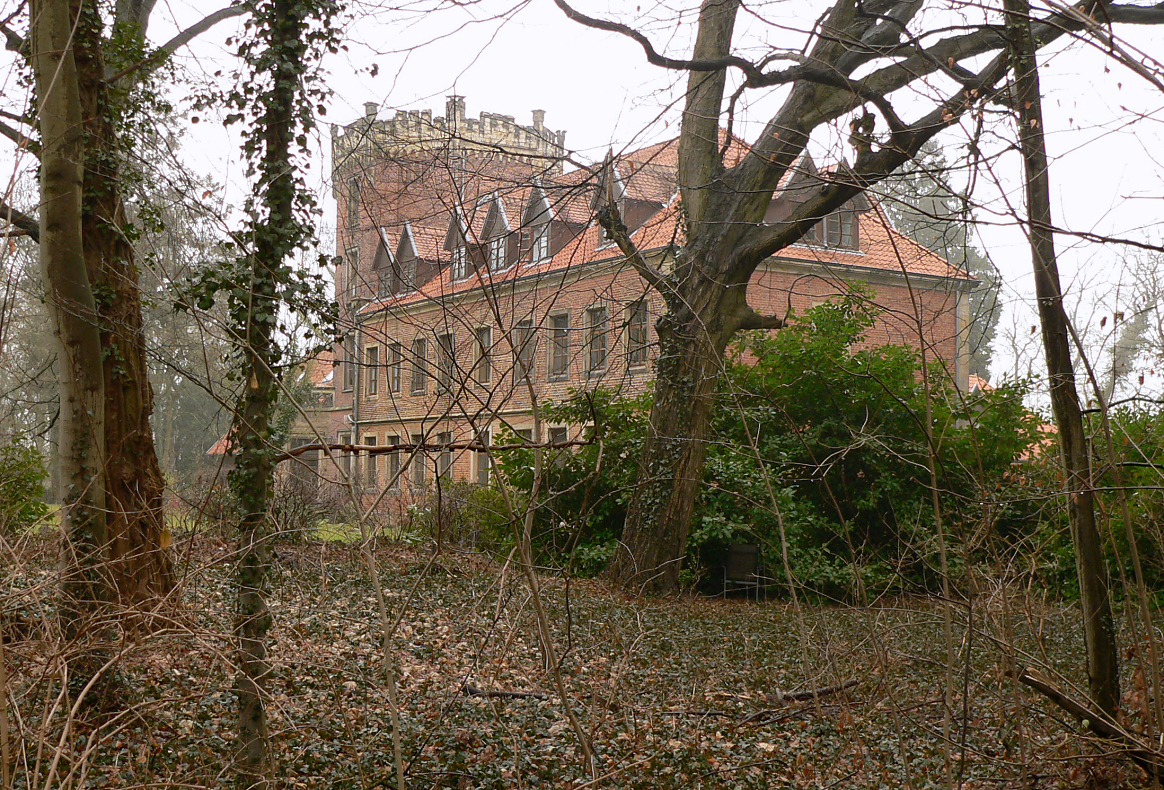
Seitenansicht des Schlosses (2017)

Schloss Blumenau ist ein im 19. Jahrhundert erbautes Schloss im Wunstorfer Ortsteil Blumenau in Niedersachsen; es gilt als das Wahrzeichen des Ortsteils.

## Beschreibung
Das 1865 erbaute Schloss ist ein zweigeschossiger winkelförmiger Backsteinbau mit einem mittigen achteckigen Eingangsturm, der von Zinnen bekrönt ist. Vom Stil her erinnert das Bauwerk an den britischen castle style, verbindet aber einheimische mit britischen Bautraditionen. Das Schloss weist Backsteinarchitektur, helle Sandsteingliederung und gotisierende Anleihen auf.
Erbauer von Schloss Blumenau war der Ministerpräsident des Königreichs Hannover Eduard von Kielmansegg. Das Gebäude diente ihm als Altersruhesitz. In den Jahren 1985 und 1986 wurde das Schloss instand gesetzt. Heute steht es in Privatbesitz und ist in Eigentumswohnungen umgewandelt.

## Vorläuferanlage
In Blumenau bestand im Mittelalter eine Wasserburg, deren genauer Standort nicht bekannt ist. Es handelte sich um das 1320 erstmals erwähnte Neue Haus, das die  nach der Aufgabe einer vorherigen Burg in Wunstorf errichteten. Im Jahr 1317 mussten die Grafen von Wunstorf in ihren Fehden mit dem Bistum Minden diesem das Zugeständnis der Schleifung ihrer Burg in Wunstorf machen, erhielten aber im gleichen Zug die Erlaubnis zum Bau einer Burg in „Borstelde“. 1320 bestand die Burg schon und wurde Blumenau genannt. Die Gleichsetzung von Borstelde mit Blumenau wird in einer Urkunde von 1446 ausdrücklich ausgesprochen. Im entsprechenden Vertrag veräußerte der Graf von Wunstorf seine Besitzungen an Bischof Magnus von Hildesheim. Im Folgejahr fiel der Besitz an die Welfen. Sie machten die Burg zum Sitz des Amtes Blumenau, das 1852 nach Wunstorf verlegt wurde. Der heute bestehende Amtshof wurde um 1750 als dreiflügeliges Fachwerkgebäude errichtet.